# Cerianthula polybotrucnidiata
Cerianthula polybotrucnidiata är en korallart som beskrevs av Eugène Leloup 1964. Cerianthula polybotrucnidiata ingår i släktet Cerianthula och familjen Botrucnidiferidae. Inga underarter finns listade i Catalogue of Life.